# أرجنتينيون من أصل أوروبي
الأرجنتينيون من أصل أوروبي يُشكلون غالبّية السكان في الأرجنتين. يعود أصول جزء منهم إلى المهاجرين الذين وصلوا البلاد خلال الحقبة الأستعمارية أي للمستعمرين من أسبانيا والبرتغال وذلك خلال الفترة الاستعمارية قبل عام 1810، أمّا المجموعة الثانية وهي الغالبة والأكثر عددًا يعود أصولها أساسًا إلى المهاجرين من أوروبا خلال موجة الهجرة الأوروبية إلى الأرجنتين الكبيرة من منتصف القرن 19 إلى منتصف القرن 20.
على الرغم من أن الفئة المسماة «الأرجنتينيين من أصل أوروبي» لا تستخدم رسميًا، في أية من بيانات التعداد الرسمي، الاّ أنّ بعض المصادر الدوليَّة تشير إلى أن المكون الأوروبي من السكان يتراوح بين 82.9%، ليصل إلى 97% من سكان الأرجنتين.
المجموعات الأكثر عددًا في المجتمعات الأوروبية الحالية هي: الإيطالية، الإسبانية (بما في ذلك أصول من الباسك وجاليسيين)، الألمانية والسلافية.
الأرجنتينيون من أصل إيطالي وهم أرجنتينيون ذوي الأصول الإيطالية الكاملة أو الجزئية ممن ولدوا بالأرجنتين ويصل عددهم اليوم بين 24-25 مليون نسمة. وبالتالي يشكلون حوالي 60% من سكان الأرجنتين وتتصدر المجموعة الإيطالية المرتبة الأولى كأكبر المجموعات الأوروبية في البلاد ويأتي في المرتبة الثانية ذووي الأصول الإسبانية الذين تبلغ نسبتهم حوالى 31.5% من سكان الأرجنتين.
الثقافة الأرجنتينيَّة وهي ثقافة نتيجة مزيج من العناصر الأفريقية الأوروبية، وتأثيرات الهنود الحمر. لكن مع تدفق تأثير الهجرة الأوروبية إلى الأرجنتين أضحت الثقافة الأوروبية الثقافة المهيمنة في الأرجنتين على مستوى الثقافة والديموغرافيا. اليوم معظم الأرجنتينيين، ينظرون إلى ثقافتهم على أنها جزء مميز من الحضارة الأوروبية، يظهر تأثير الثقافة الأوروبية في العمارة، اللغة، الديانة، الأدب والموسيقى.
وطدّت الكنيسة قبضتها على الأرجنتين خلال فترة الحكم الإستعماري الإسباني من القرن السادس عشر إلى القرن التاسع عشر في وقت مبكر. يعود ذلك أيضًا إلى الهجرة الكبيرة من الدول الأوروبية إلى الأرجنتين حيث هاجر الملايين إلى البلاد وبشكل خاص من الأصول الإيطالية والإسبانية. وتشمل كذلك أصول أوروبية أخرى كالألمانية والآيرلندية، والبرتغالية، والفرنسية، والكرواتية والإنكليزية غالبيَّة هؤلاء المهاجرين كانوا من خلفية دينية كاثوليكية وحملوا معهم الثقافة الكاثوليكية وتقاليدها إلى الأرجنتين.
تعتبر كل من مدينة بوينس آيرس وكوردوبا مدن أوروبية بامتياز وبسبب الهجرة الأوروبية للمدينة تطبعت هذه بالثقافة الأوروبية. غالبية سكان بوينس آيرس (porteños بورتينيوس) لها أصول أوروبية، المجموعة الأكثر شيوعًا هم من أصول إيطالية وإسبانية. وتشمل كذالك أصول أوروبيه أخرى كالألمانية والآيرلندية، والبرتغالية، والفرنسية، والكرواتية والإنكليزية ومن بلاد الغال. في التسعينات، كانت موجة هجرة صغيرة من رومانيا وأوكرانيا.